# Kunstverein Ulm
Der Kunstverein Ulm ist ein gemeinnütziger Verein, der sich der Förderung zeitgenössischer Kunst in der Stadt und Region Ulm widmet. Der Kunstverein wurde 1887 gegründet und zeigt seine Ausstellungen seit 1973 im historischen Schuhhaussaal im Zentrum von Ulm.

## Geschichte
Der Kunstverein Ulm wurde 1887 von zehn Ulmer Bürgern gegründet. Vereinszweck war die „Pflege des Kunstsinns“ und die „Förderung der bildenden Künste“. Seit 1973 nutzt der Kunstverein den Renaissancesaal im ersten Stock des ehemaligen Zunfthauses der Schuhmacher, das 1537 gebaut wurde. Dort finden jährlich fünf bis sechs Ausstellungen statt. Der Kunstverein Ulm hat heute mehr als 1.000 Mitglieder. 2006 wurde der Kunstverein Ulm von der Arbeitsgemeinschaft Deutscher Kunstvereine (ADKV) für den ADKV-ART COLOGNE Preis für Kunstvereine nominiert.

## Ausgestellte Künstler (Auswahl)
- Christina Kubisch
- Olaf Nicolai
- Jean Dubuffet
- Anton Henning
- David Hockney
- Horst Antes
- André Butzer
- Andreas Hofer
- Arnulf Rainer
- Annelies Strba
- Valérie Favre
- Katharina Hinsberg
- Gabriela Oberkofer
- Otto Piene
- Julian Schnabel